# Indiumantimonide
Indiumantimonide (InSb) is een kristallijne anorganische verbinding van indium en antimoon. Indiumantimonide is een halfgeleider uit de III-V-groep met een kleine band gap.  Toepassingen van de verbinding worden gevonden in infrarooddetectoren, die gebruikt worden in thermografie, FLIR, infraroodastronomie en de techniek rond geleide raketten. Indiumantimonide-detectoren zijn gevoelig in het golflengtegebied van 1 tot 5 µm.
In de begintijd van de infrarooddetectoren werd indiumantimonide toegepast in mechanisch scannende, met één detector uitgeruste apparatuur.
Een andere toepassing wordt gevonden als bron van terahertz-straling. Dit laatste hangt samen met het feit dat indiumantimonide een sterke foto-Demberstraler is.

## Synthese
Indiumantimonidekristallen zijn vanaf 1954 bekend. Ze worden geproduceerd door gesmolten indiumantimonide langzaam te laten afkoelen (Czochralski-proces).

## Eigenschappen
Indiumantimonide komt voor als donkergrijze metalige kristallen of als poeder. Als de stof verwarmd boven 500 °C, dan smelt ze en treedt ontleding op, waarbij dampen ontstaan van antimoon en antimoon(III)oxide.
| Grootheid                 | Waarde, specificatie            |
| ------------------------- | ------------------------------- |
| Band gap                  | 0,17 eV                         |
| Elektronenmobiliteit      | 7,7 mC · s · g−1 (bij 27 °C)    |
| Thermische geleidbaarheid | 180 mW · K−1 · cm−1 (bij 27 °C) |

Indiumantimonide is a halfgeleider met een band gap van slechts 0,17 eV bij 300 K en 0,23 eV bij 80 K. De kristalstructuur lijkt op die van zinkblende; de celconstante bedraagt 0,648 nm.
Niet-gedoteerd indiumantimonide bezit van alle bekende halfgeleiders, met uitzondering van de koolstofnanobuizen, bij kamertemperatuur de grootste elektronenmobiliteit, namelijk 78.000 cm2 · V−1 · s−1, elektronendrift en ballistische weglengte (tot 0,7 μm bij 300 K).
Fotodiodedetectoren van indiumantimonide zijn fotovoltaïsch: er wordt stroom geproduceerd als de detector met infrarood licht beschenen wordt. Indiumantimonide heeft een kwantumefficiëntie van vrijwel 100%, al is er wel een relatie met de laagdikte van indiumantimonide, vooral voor fotonen met een energie in de buurt van die van de band gap. Detectoren op basis van indiumantimonide, als alle smalle band gapdetectoren, dienen regelmatig gekalibreerd te worden. Dat maakt de meting complexer, maar dit nadeel wordt terugverdiend als een hoge mate van gevoeligheid gewenst is. Indiumantimonide-detectors moeten gekoeld worden, meestal tot 80 K. Met indiumantimonide is het mogelijk een groot oppervlak nauwkeurig te meten (tot 2048 × 2048 pixels).
Een laag indiumantimonide tussen twee lagen aluminiumindiumantimonide (AlInSb) kan als kwantumput functioneren. Toepassingen hiervan worden gezocht in de constructie van zeer snel schakelende transistoren.

## Toepassingen
Indiumantimonide kent toepassingen in de thermografie. Het wordt verwerkt in sensoren voor magnetisch velden, waarbij gebruikgemaakt wordt van het Hall-effect, en in snelle transistoren.

## Vergelijkbare materialen
Kwikcadmiumtelluride (HgCdTe) en platinasilicide (PtSi) zijn stoffen met vergelijkbare toepassingen.